# Oreobates choristolemma
Oreobates choristolemma är en groddjursart som först beskrevs av Harvey och Sheehy 2005.  Oreobates choristolemma ingår i släktet Oreobates och familjen Strabomantidae. IUCN kategoriserar arten globalt som otillräckligt studerad. Inga underarter finns listade i Catalogue of Life.